# Lauren Mayberry
Pour les articles homonymes, voir Mayberry.
Lauren Mayberry, née le 7 octobre 1987 à Thornhill en Écosse, est une chanteuse, musicienne, parolière et compositrice écossaise, membre du groupe de synthpop Chvrches.
Elle est diplômée en droit et en journalisme.

## Biographie
Après le lycée, Lauren Mayberry complète un cycle undergraduate de quatre ans en droit à l'université de Strathclyde, puis enchaîne avec des études de journalisme et obtient un master. Elle travaille ensuite en freelance pendant trois ans, écrivant pour divers magazines et journaux écossais, pour le journal de rue The Big Issue, et effectue un stage à The Independant.
Lauren Mayberry est soprano,,. Elle joue du piano depuis l'enfance et de la batterie depuis l'adolescence. Elle joue de ce dernier instrument dans plusieurs groupes entre 15 et 22 ans. Parmi ceux-ci, Boyfriend/Girlfriend, qui publie deux EPs, puis Blue Sky Archives (trois EPs et un single à son actif) où elle joue également du clavier et chante.

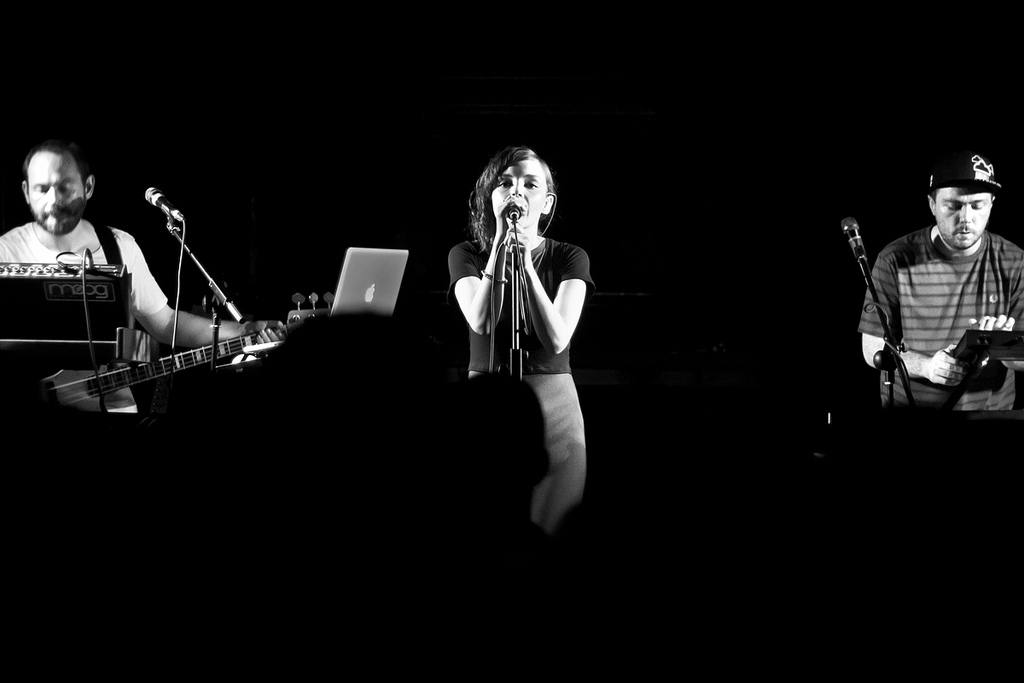
Le groupe Chvrches en concert à Londres en 2012

En septembre 2011, Iain Cook, alors membre des groupes Aereogramme et The Unwinding Hours, produit le dernier EP de Blue Sky Archives, Triple A-Side. Voulant former un nouveau projet musical avec son ami Martin Doherty, il demande à Lauren Mayberry de chanter sur quelques démos. Le résultat est si convaincant que tous les trois décident de travailler ensemble en formant un nouveau groupe qu'ils nomment Chvrches, orthographié ainsi pour éviter la confusion avec le mot Churches (« églises » en anglais) dans les moteurs de recherche.
Le succès, critique et commercial, est au rendez-vous dès 2012 avec les sorties des titres Lies et The Mother We Share, puis du EP Recover et de l'album The Bones of What You Believe en 2013.
En juillet 2023, Lauren Mayberry annonce se lancer en solo avec une tournée en Amérique du Nord et en Europe qui démarre en septembre 2023 et durant laquelle elle va interpréter des chansons inédites. Le groupe Chvrches prenant une pause musicale.
Le 1er septembre 2023, elle dévoile le titre piano-voix Are You Awake ?. Il est suivi par deux singles, Shame, le 10 octobre 2023 et Change Shapes le 8 mars 2024,.
En juin 2024, elle collabore avec le groupe Health pour un single intitulé Ashamed. Le même mois, elle reçoit le titre de docteur honoris causa de l'université de Strathclyde dont elle est diplômée en droit,.
Après la sortie de deux singles, Something in the Air le 1er octobre 2024 et Crocodile Tears le 29 octobre 2024, Lauren Mayberry sort son premier album solo intitulé Vicious Creature le 6 décembre 2024,. Il reçoit un accueil positif de la critique anglophone et entre à la 49e place dans le classement des ventes d'albums britannique où il reste une seule semaine,.
Le 13 mars 2025, Lauren Mayberry offre une nouvelle version de la chanson Love, Etc, dont l'originale figure sur l'album, avec la participation de Joe Talbot, le chanteur du groupe Idles.  

## Engagements
Lauren Mayberry est une féministe engagée et a fondé en 2012 à Glasgow le collectif TYCI qui produit des artistes et des musiciens féminins et organise des événements pour soutenir des associations venant en aide aux femmes,.
Elle est mécène de l'association Glasgow Rape Crisis qui soutient les victimes de viols.
En septembre 2013, en réaction à plusieurs commentaires sexistes et violents à son encontre postés sur la page Facebook officielle de Chvrches, elle publie dans le journal britannique The Guardian une tribune remarquée sur le sexisme ordinaire et la misogynie sur internet,.
En août 2015, elle répond via Twitter aux commentaires insultants laissés sur le forum 4chan au sujet de sa tenue dans le clip de la chanson Leave a Trace.

## Discographie
avec Boyfriend/Girlfriend
- 2007 - Kill Music EP
- 2008 - Optimism EP

avec Blue Sky Archives
- 2010 - Blue Sky Archives EP
- 2011 - Plural EP

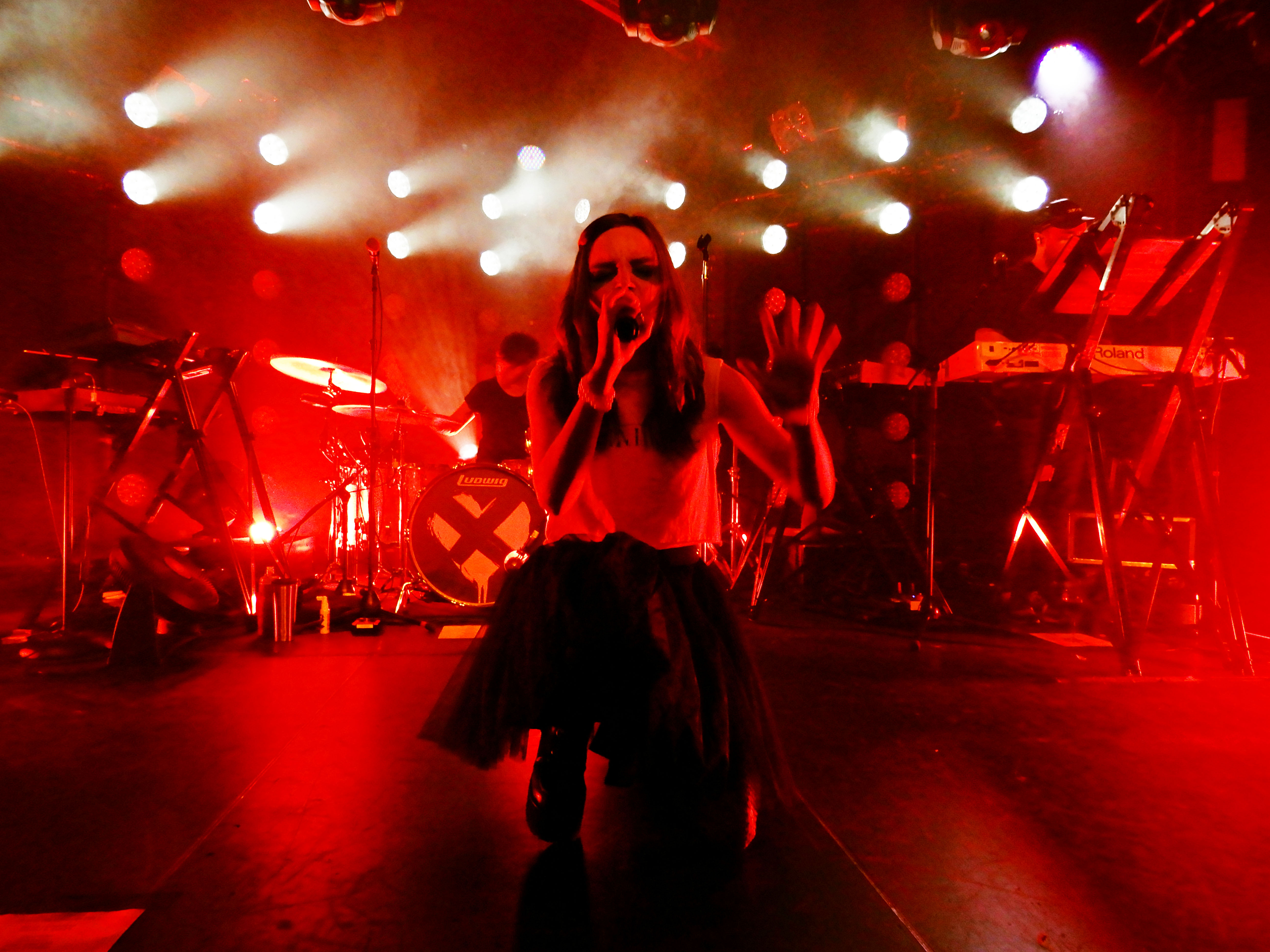
Lauren Mayberry (Chvrches) au Den Atelier, Luxembourg fin 2018

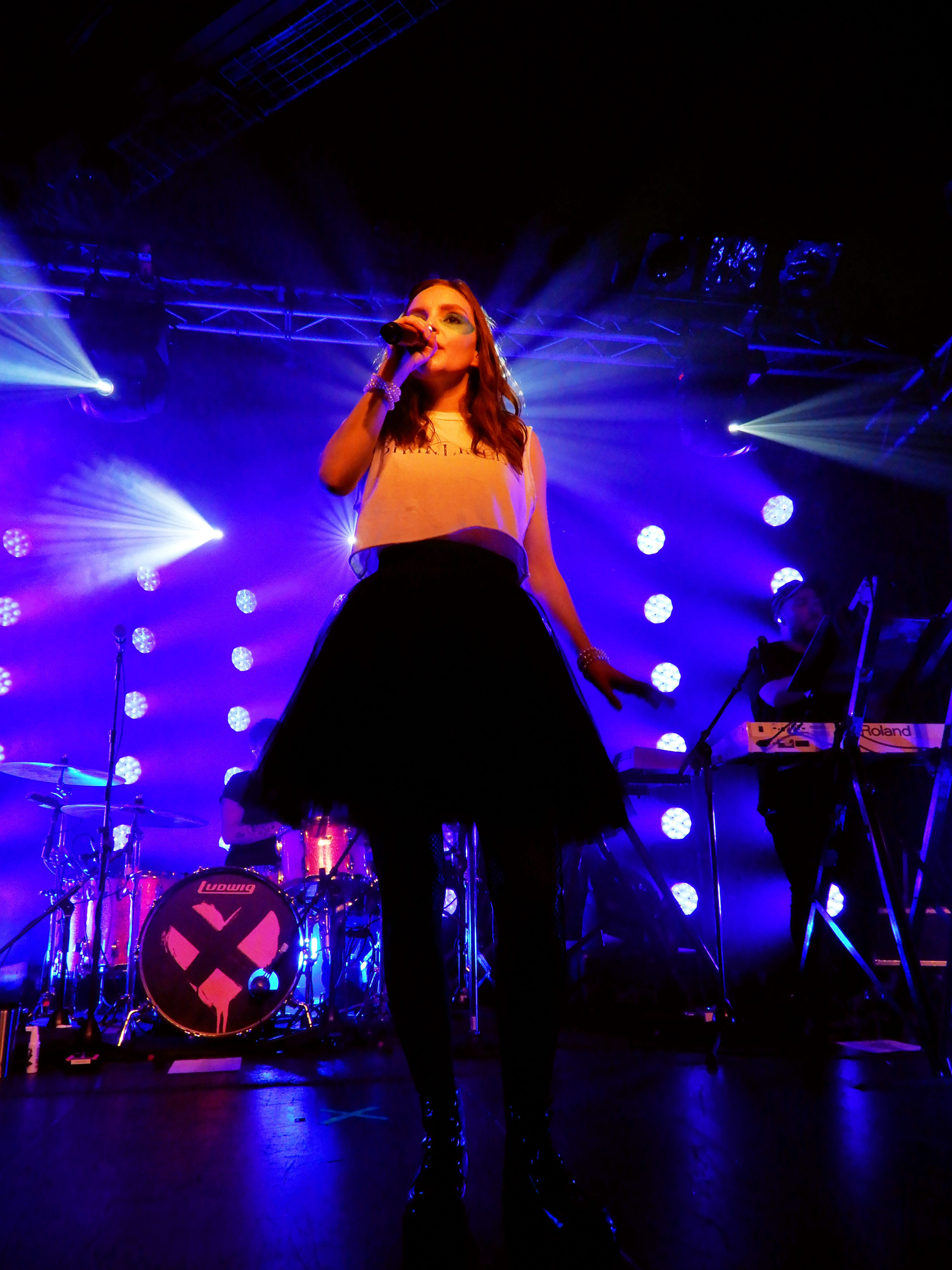
Chvrches à Luxembourg fin 2018

- 2011 - Killing in the Name (single, reprise de Rage Against the Machine)
- 2012 - Triple A-Side EP

avec Chvrches
- 2013 - The Bones of What You Believe
- 2015 - Every Open Eye
- 2018 - Love Is Dead
- 2021 - Screen Violence

en solo
- 2024 - Vicious Creature (en) (album studio)

Divers
- 2017 - Stories for Ways and Means (album sorti à l'occasion du Record Store Day sur lequel plusieurs artistes racontent des histoires pour enfants. Lauren Mayberry a enregistré Penelope and the Succulent écrite par John Vanderslice[26],[27]).